# José Henrique
José Henrique Rodrigues Marques, bekannt als José Henrique, (* 18. Mai 1943 in Arrentela) ist ein ehemaliger portugiesischer Fußballspieler auf der Position eines Torhüters.

## Sportlicher Werdegang

### Vereinskarriere
José Henrique begann mit dem Fußballspielen beim AC Arrentela in seinem Heimatort, wurde jedoch frühzeitig entdeckt und stieß als Teenager in den Nachwuchsbereich von Benfica Lissabon. 1961 kehrte er jedoch in seine Heimat zurück, wo er drei Spielzeiten für den Amora FC auflief. 1964 schloss er sich dem FC Seixal in der Primeira Divisão an, mit dem er jedoch am Saisonende abstieg. Zwar spielte er auch in der folgenden Spielzeit in der Segunda Divisão, jedoch beim Ligakonkurrenten Atlético CP. Mit diesem schaffte er den Erstligaaufstieg, wechselte jedoch erneut den Verein.
Im Sommer 1966 kehrte José Henrique zu Benfica Lissabon zurück, wo der langjährige Stammtorhüter Alberto da Costa Pereira vor dem Karriereende stand. Beim Gewinn der Meisterschaft in der Spielzeit 1966/67 war dieser noch Stammtorwart, anschließend stand José Henrique die folgenden zwölf Jahre anfangs nahezu unumstritten zwischen den Pfosten und bestritt 216 Meisterschaftsspiele. Dabei verteidigte er in der Spielzeit 1967/68 nicht nur den Meistertitel, die Mannschaft erreichte auch das Endspiel um den Europapokal der Landesmeister 1967/68. Dort setzte sich jedoch im Sinne des Guttmann-Fluchs Manchester United angetrieben von George Best und Bobby Charlton mit einem 4:1-Erfolg nach Verlängerung durch. Auf nationaler Ebene blieb die von Otto Glória trainierte Mannschaft um Eusébio, Mário Coluna und Humberto Coelho in der Erfolgsspur, in der Spielzeit 1968/69 holte sie das Double mit dem gleichzeitigen Gewinn des Pokalwettbewerbs 1968/69 im Endspiel gegen Académica de Coimbra. Sporting Lissabon unterbrach zwar die Meisterschaftsserie, im Pokalwettbewerb 1969/70 gelang Benfica mit einem 3:1-Sieg gegen den Stadtrivalen dennoch ein Titelgewinn. In den folgenden drei Jahren dominierte jedoch erneut José Henrique mit Benfica die Meisterschaft, dabei kassierte sie in der mit dem erneuten Doublegewinn abgeschlossenen Spielzeit 1971/72 nur eine Saisonniederlage und blieb in der Spielzeit 1972/73 gänzlich ohne derartiges Negativerlebnis – insgesamt ergab sich eine Serie von 60 Spielen mit nur einer Niederlage. Dabei hatte José Henrique während der Sommerpause 1971 zur Aufbesserung seiner finanziellen Lage kurzzeitig den Sprung über den großen Teich gewagt und war für Toronto Blizzard in der North American Soccer League angetreten.
1972 stieß mit Manuel Bento ein neuer Torhüter zu Benfica, der sich zunächst hinter José Henrique als Ersatzmann einreihte. Nachdem er beim erneuten Meisterschaftsgewinn in der Spielzeit 1974/75 noch Stammspieler gewesen war, kam Bento in den folgenden Jahren vermehrt zum Einsatz. Beim dritten Titel in Serie in der Spielzeit 1976/77 kam es zur endgültigen Ablösung als Stammtorhüter, José Henrique verfolgte den Titelgewinn von der Bank aus. Nach zwei weiteren Jahren als Nummer 2 verließ er 1979 den Klub nach neun Meisterschaften und drei Pokalsiegen in Richtung Nacional Funchal, wo er zwei Spielzeiten in der Segunda Divisão zwischen den Pfosten stand. Anschließend ließ er  unterklassig beim SC Covilhã als Spielertrainer seine Karriere ausklingen.

### Nationalmannschaft
Zwischen 1969 und 1973 bestritt José Henrique, der am 10. Dezember 1969 bei einer 0:1-Niederlage gegen England debütierte, 15 Länderspiele in der portugiesischen Nationalmannschaft. Mit der Auswahlmannschaft verpasste er die Teilnahme an einem offiziellen Endrundenturnier, nach dem Ausscheiden in der Qualifikation für die Weltmeisterschaft 1974 war seine Nationalmannschaftskarriere beendet, auch hier beerbte ihn später Bento als Stammtorhüter. Bei dem als „Mini-WM“ bezeichneten Einladungsturnier Taça Independência erreichte er mit der Auswahlmannschaft das gegen Brasilien durch einen Treffer von Jairzinho kurz vor Spielende mit 0:1 verlorene Endspiel.

## Erfolge
- Portugiesischer Meister: 1966/67, 1967/68, 1968/69, 1970/71, 1971/72, 1972/73, 1974/75, 1975/76, 1976/77
- Portugiesischer Pokal: 1968/69, 1969/70, 1971/72